# كلوديا بولتشرا (زوجة أغسطس)
كلوديا بولتشرا (ولد 57 ق.م/56 ق.م)، تُعرف أيضًا بـ كلوديا، كانت ابنة فولوفيا من زوجها الأول بابليوس كلوديوس بولتشر (Publius Clodius Pulcher). كانت بنت زوجة ماركوس أنطونيوس والأخت غير الشقيقة لـ ماركوس أنطونيوس أنتيلوس (Marcus Antonius Antyllus) وأولوس أنطونيوس (Iullus Antonius).